# 구로구청장
구로구청장은 서울특별시 구로구의 구청장이다.

## 역대 구로구청장
| 구분     | 성명            | 재임기간                           | 비고                           |
| -------- | --------------- | ---------------------------------- | ------------------------------ |
| 1        | 김진욱 (金振昱) | 1980년 4월 1일 ~ 1981년 9월 10일   | 초대 구로구청장                |
| 2        | 이광하 (李光夏) | 1981년 9월 11일 ~ 1982년 9월 9일   |                                |
| 3        | 신현석 (申鉉碩) | 1982년 9월 10일 ~ 1982년 12월 15일 |                                |
| 4        | 허재구 (許載九) | 1982년 12월 16일 ~ 1984년 1월 13일 |                                |
| 5        | 심계섭 (沈桂燮) | 1984년 1월 14일 ~ 1985년 9월 22일  |                                |
| 6        | 김진호 (金振浩) | 1985년 9월 23일 ~ 1988년 5월 11일  |                                |
| 7        | 박종우 (朴宗雨) | 1988년 5월 12일 ~ 1989년 11월 7일  |                                |
| 8        | 이광우 (李光雨) | 1989년 11월 8일 ~ 1992년 4월 26일  |                                |
| 9        | 김치운 (金致雲) | 1992년 4월 27일 ~ 1993년 3월 17일  |                                |
| 10       | 박형석 (朴亨錫) | 1993년 3월 18일 ~ 1993년 9월 27일  |                                |
| 11       | 강성환 (姜性煥) | 1993년 9월 28일 ~ 1994년 12월 6일  | 관선 마지막 구청장             |
| 12       | 전찬명 (田燦明) | 1994년 12월 7일 ~ 1995년 6월 30일  |                                |
| 13       | 박원철 (朴元喆) | 1995년 7월 1일 ~ 1998년 6월 30일   | 민선 1기                       |
| 14       | 박원철 (朴元喆) | 1998년 7월 1일 ~ 2002년 6월 30일   | 민선 2기                       |
| 15       | 양대웅 (梁大雄) | 2002년 7월 1일 ~ 2006년 6월 30일   | 민선 3기                       |
| 16       | 양대웅 (梁大雄) | 2006년 7월 1일 ~ 2010년 6월 30일   | 민선 4기                       |
| 17       | 이성 (李星)     | 2010년 7월 1일 ~ 2014년 6월 30일   | 민선 5기                       |
| 18       | 이성 (李星)     | 2014년 7월 1일 ~ 2018년 6월 30일   | 민선 6기                       |
| 19       | 이성 (李星)     | 2018년 7월 1일 ~ 2022년 6월 30일   | 민선 7기                       |
| 20       | 문헌일 (文憲一) | 2022년 7월 1일 ~ 2024년 10월 16일  | 민선 8기, 백지신탁 문제로 사퇴 |
| 직무대행 | 엄의식          | 2024년 10월 16일 ~ 2025년 4월 2일  | 부구청장                       |
| 21       | 장인홍 (張寅洪) | 2025년 4월 3일 ~                   | 2025년 4월 2일 재보궐선거 당선 |

## 같이 보기
- 구로구청장 선거